# Tryg Forsikring
|  | Dieser Artikel wurde aufgrund wesentlicher Mängel auf der Wartungs- und Qualitätssicherungsseite des Portal:Unternehmen eingetragen. Artikel, die nicht signifikant verbessert werden können, werden gegebenenfalls gelöscht. Bitte hilf mit, die inhaltlichen Mängel dieses Artikels zu beseitigen, und beteilige dich an der Diskussion. |

Die Tryg Forsikring A/S ist ein börsennotierter Sach-, Kautions- und Kreditversicherer mit Sitz in Ballerup in der Nähe von Kopenhagen, Dänemark. Die Tryg Forsikring A/S ist mit über 6.800 Mitarbeitern und einem Umsatz 2023 von 37.135 Mio. DKK eines der führenden Versicherungsunternehmen in Skandinavien.

## Geschichte
Nach dem großen Brand von 1728 in Kopenhagen wurde 1731 per königlichem Dekret die erste Feuerversicherung, die Kjøbenhavns Brandforsikring, in Dänemark gegründet. Damit war der Grundstein des Tryg Konzerns gelegt, der über die Jahre durch Gründungen, Zukäufe und Fusionen in verschiedene Sparten und Länder expandierte.
Der Name Tryg tauchte erstmals 1898 im Zusammenhang mit der Gründung der Livsforsikringsselskabet Tryg A/S auf. Im Jahr 1974 entstand durch mehrere Fusionen die gemeinsame Gesellschaft Tryg Insurance. 1991 wurde Tryg Insurance in eine Aktiengesellschaft umgewandelt, und die Eigentümerin wurde die Tryg i Danmark smba, die später unter dem Namen TryghedsGruppen bekannt wurde. Im Jahr 1998 gründete Tryg i Danmark smba die dänische Stiftung TrygFonden. Ein Jahr später, 1999, fusionierte Tryg-Baltica mit der Bankengruppe Unidanmark (heute Teil der Nordea-Gruppe) und erwarb im selben Jahr die norwegische Versicherungsgesellschaft Vesta.
2002 wurde die Marke TrygVesta ins Leben gerufen, und im selben Jahr erwarb die Gruppe von der Zurich Versicherung die dänischen und norwegischen Geschäftsbereiche, mit Ausnahme der Lebensversicherungen. 2005 erfolgte die Listung von TrygVesta an der Börse Kopenhagen. 2008 änderte die Tryg i Danmark smba ihren Namen in TryghedsGruppen. 2009 übernahm Tryg die schwedische Versicherungsgesellschaft Moderna Försäkringar. 2010 erfolgte die Umbenennung von TrygVesta in Tryg, und 2011 wurde Morten Hübbe zum CEO ernannt. Im Jahr 2012 begann der Handel an der New Yorker Börse, und im selben Jahr wurde Tryg zur stärksten Versicherungsmarke in Dänemark. 2018 erwarb Tryg das Versicherungsunternehmen Alka.
Mit Vollzug im Juni 2021 übernahm Tryg das norwegische und schwedische Versicherungsgeschäft der RSA Insurance Group (u. a. Trygg-Hansa) sowie mit einem Anteil von 50 % zusammen mit dem in Kanada beheimateten Finanzdienstleister Intact Financial die bis dato zur RSA gehörende dänischen Versicherungsgruppe Codan, die Transaktion wurde von der renommierten dänischen Anwaltskanzlei Plesner betreut. 2022 veräußerten die beiden Anteilseigener Codan an die in Kopenhagen ansässige traditionsreiche Versicherungsgesellschaft Alm. Brand.

## Niederlassung in Deutschland
Die deutsche Niederlassung wurde am 15. November 2017 mit Sitz in Hamburg gegründet, firmiert unter dem Namen Tryg Deutschland, Niederlassung der Tryg Forsikring A/S und ist mit zwei weiteren Büro-Standorten in Köln und München vertreten. Tryg Deutschland betreibt das Kautionsgeschäft des Tryg-Konzerns in Deutschland. Seit 1998 wurde das Kautionsgeschäft unter dem Namen Tryg Garanti betrieben und von Dänemark zunächst schrittweise nach Norwegen (2006), Schweden (2007) und Finnland (2008) ausgeweitet. So konnte man in kürzester Zeit zum Marktführer in Nordeuropa aufsteigen. Nach der Eröffnung der Niederlassung in Deutschland folgten weitere Niederlassungen in den Niederlanden, Österreich, der Schweiz, Belgien, Großbritannien und in Irland. Im Oktober des Jahres 2024 wurde der Name in Tryg Trade abgeändert. Tryg Deutschland stellt alle gängigen Bürgschaften und Garantien zur Verfügung, unter anderem:
- Vertragserfüllungsbürgschaften
- Mängelgewährleistungsbürgschaften
- Vorauszahlungsbürgschaften
- Zahlungsbürgschaften
- Bietungsbürgschaften
- Zollbürgschaften
- ARGE-Bürgschaften (Arbeitsgemeinschaften)

Das Kerngeschäft von Tryg Deutschland liegt im Bereich Bau- und Baunebengewerke sowie Maschinen- und Anlagenbau. Urkunden werden länderübergreifend und in verschiedenen Sprachen ausgestellt.

## Digitalisierung
Durch die Vorreiterrolle Dänemarks im Bereich der Digitalisierung wurden die internen Abläufe bei der Beantragung, Ausstellung und Verwaltung von Bürgschaften bei Tryg Garanti schon in den 2000er Jahren auf einen digitalen Prozess umgestellt. Tryg Deutschland bietet diesen Service, neben der klassischen Ausstellung von Bürgschaften, nunmehr auch in Deutschland an und gilt als Innovationstreiber für die Akzeptanz von digitalen Bürgschaften.